# SpetsTechnoExport (STE)
Empresa Estatal de Comercio Exterior ”SpetsTechnoExport” (STE), basado en Kiev (Ucrania), es una de las principales empresas gubernamentales ucranianas de comercio exterior autofinanciadas, con el área comercial principal de relaciones de exportación e importación en el mercado global de productos y servicios para fines militares, tecnológicos y de doble uso. La compañía estuvo fundada por el Gobierno de Ucrania en julio de 1998. En 2010 esté incorporado como la parte del Consorcio estatal Ukroboronprom.
Estimando los ingresos brutos y flujo de cambio en el país, SpetsTechnoExport es el segundo exportador especial más grande en Ucrania.
La compañía representa fabricantes militares ucranianos en el extranjero (alrededor 100 empresas paraestatales y 70 productores privados). 35 centros de búsqueda y agencias de diseño, público y compañías privadas de más de 30 países son entre los socios de la compañía. Los socios permanentes de la compañía son la República de India, Argelia, Indonesia, Malasia, Bangladés, Polonia y Turquía.

## Perfil de negocio
- Exportación e importación de bienes y servicios militares, especiales y de doble uso
- Transferencia de tecnología, desarrollo productivo conjunto
- Gestión de innovaciones e inversión en I + D + i
- Desarrollo de la cooperación técnico-militar
- Actividades de marketing y consultoría

## Socios en Ucrania
- Fabricantes - 100 empresas estatales y 70 productores privados
- Proveedores privados
- 30 institutos de investigación
- Instituciones financieras
- 35 centros de I + D y oficinas de diseño
- Empresas de IT
- Empresas de subcontratación

## Misión
- Fortaleciendo la credibilidad de Ucrania en el extranjero como país con un potencial tecnológico alto.
- Mejorando la calidad de las armas de ejército ucranianas.
- Aumentando inversiones en creación de muestras nuevas de armas y equipamiento militar en Ucrania.